# جونيتشي هاياما
جونيتشي هاياما (باليابانية: 羽山淳一) رسام رسوم متحركة ومصمم شخصيات ياباني. ولد يوم 19 كانون الأول 1965 في محافظة ناغانو، اليابان.

## أعماله
- هوكتو نو كين - مصمم الشخصيات
- مغامرات جوجو العجيبة - مصمم الشخصيات